# بحران ۲۰۱۵ مهاجران اروپا
بحران مهاجرتی سال ۲۰۱۵ اروپا با افزایش تعداد پناهنده و مهاجران اقتصادی، از مناطقی چون خاورمیانه (سوریه، عراق، فلسطین)، آفریقا (اریتره، مالی، گامبیا، سومالی)، بالکان (آلبانی، کوزوو، مونته‌نگرو، بوسنی و هرزگوین، صربستان) و آسیای جنوبی (اکثراً از ایران، افغانستان، پاکستان و بنگلادش) که از طریق دریای مدیترانه و اروپای جنوب شرقی به اتحادیه اروپا می‌آیند، و پناه می‌جویند بروز کرد. به گفتهٔ کمیساریای عالی سازمان ملل برای پناهندگان تا آخر اوت ۲۰۱۵، ۷۰٪ پناهندگان از سوریه، افغانستان و اریتره بوده‌اند.
لفظ بحران مهاجرتی در آوریل ۲۰۱۵، که پنج قایق حامل دو هزار پناهجو به اروپا در دریای مدیترانه غرق شدند و بیش از ۱۲۰۰ نفر کشته شدند، رایج شد.

مرزهای ترکیه، بلغارستان و یونان و خط سیر رودخانهٔ ماریتسا

### علت رخداد بحران
مهم‌ترین علل اصلی فرار پناهجویان به اروپا در سال ۲۰۱۵، چندین جنگ مرتبط با یکدیگر بود که مهم‌ترین آنها جنگ داخلی لیبی، جنگ داخلی سوریه و جنگ ۲۰۱۴–۲۰۱۷ در عراق بود.

### مسیرها و روش‌های ورود به اروپا
در مجموع، بیش از ۱ میلیون پناهنده و مهاجر در سال ۲۰۱۵ از دریای مدیترانه (بیشتر از دریای اژه) عبور کردند که سه تا چهار برابر بیشتر از سال قبل است. ۸۰ درصد از جنگ‌های سوریه، عراق و افغانستان فرار می‌کردند. حدود ۸۵ درصد از مسافران دریایی در یونان (از طریق ترکیه) و ۱۵ درصد در ایتالیا (از طریق شمال آفریقا) بودند. مرزهای زمینی خارجی اتحادیه اروپا (به عنوان مثال، در یونان، بلغارستان یا فنلاند) نقش جزئی ایفا کردند.
برخی نیز از طریق دریای مدیترانه مرکزی عبور کردند. این مسیر بسیار طولانی‌تر و بسیار خطرناک‌تر از سفر نسبتاً کوتاه از طریق دریای اژه است. در نتیجه، این مسیر مسئول اکثریت مرگ و میر مهاجران در سال ۲۰۱۵ بود، اگرچه به مراتب کمتر مورد استفاده قرار گرفت. حدود ۲۸۸۹ نفر در مدیترانه مرکزی جان باختند، درحالی که ۷۳۱ تن در دریای اژه جان باختند.

#### مسیر ترکیه به یونان
از آنجایی که پناهندگانی که در سال ۲۰۱۵ وارد اروپا شدند عمدتاً از خاورمیانه بودند، اکثریت قریب به اتفاق ابتدا با عبور از دریای اژه از ترکیه به یونان با قایق وارد اتحادیه اروپا شدند. مرز زمینی ترکیه از زمانی که در سال ۲۰۱۲ حصار مرزی در آنجا ساخته شد، برای مهاجران غیرقابل استفاده بوده است. تعدادی از جزایر یونان کمتر از ۶ کیلومتر (۴ مایل) با سواحل ترکیه فاصله دارند، مانند Chios , Kos, Lesbos, Leros, Kastellorizo, Agathonisi, Farmakonisi , Rhodes, Samos و Symi. در یک مقطع، تعداد پناهندگان ورودی در برخی از این جزایر از افراد محلی بیشتر بود.
تعداد کمی از مردم (۳۴۰۰۰ یا ۳٪ از کل) از مرزهای زمینی ترکیه با یونان یا بلغارستان استفاده می‌کردند. از یونان، بیشتر تلاش کردند تا از طریق بالکان به اروپای مرکزی و شمالی بروند. این نشان دهنده یک تغییر آشکار نسبت به سال قبل بود، زمانی که اکثر پناهندگان و مهاجران از شمال آفریقا به ایتالیا رفتند. در واقع، در نیمه اول سال ۲۰۱۵، ایتالیا مانند سال‌های گذشته، رایج‌ترین نقطه فرود برای پناهندگانی بود که وارد اتحادیه اروپا می‌شدند، به ویژه جزیره لامپدوزا در جنوب سیسیل. با این حال، در ماه ژوئن، یونان از نظر تعداد مهاجران از ایتالیا پیشی گرفت و به نقطه آغاز جریان پناهجویان و مهاجران تبدیل شد که از طریق کشورهای بالکان به سمت کشورهای شمال اروپا، به ویژه آلمان و سوئد حرکت می‌کردند. تا پایان سال ۲۰۱۵، حدود ۸۰ درصد از مهاجران به یونان رفتند، در حالی که این رقم در ایتالیا تنها ۱۵ درصد بود.
یونان از اتحادیه اروپا درخواست کمک کرد. وینسنت کوچتل، مدیر اروپایی UNCHR گفت که امکانات برای مهاجران در جزایر یونان «کاملاً ناکافی» است و جزایر در «آشوب کامل» هستند. عملیات پوزیدون فرانتکس با هدف گشت‌زنی در دریای اژه، با بودجه و کمبود سرنشین، تنها با ۱۱ کشتی گشت ساحلی، یک کشتی، دو هلیکوپتر، دو هواپیما، و بودجه ۱۸ میلیون یورویی مواجه بود.
اعتقاد بر این است که بخشی از شمال شرقی کرواسی حاوی ۶۰۰۰۰ مین زمینی منفجر نشده از جنگ استقلال کرواسی در دهه ۱۹۹۰ است. بیم آن می‌رفت که پناهجویان در هنگام عبور از منطقه در معرض خطر انفجار ناآگاهانه برخی از این میدان‌های مین باشند. با این حال، هیچ موردی از این اتفاق در سال ۲۰۱۵ یا ۲۰۱۶ گزارش نشده است.

#### مسیر شمال آفریقا به ایتالیا
تعداد افرادی که سفر دریایی بسیار خطرناک‌تری را از شمال آفریقا به ایتالیا انجام می‌دادند در حدود ۱۵۰۰۰۰ نفر بود. بیشتر پناهندگان و مهاجرانی که از این مسیر عبور می‌کنند، اهل کشورهای آفریقایی، به‌ویژه اریتره، نیجریه و سومالی هستند. حداقل ۲۸۸۹ نفر در طول این سفر جان باختند.

#### سایر مسیرها
تعدادی از مسیرهای دیگر نیز توسط برخی از پناهندگان استفاده می‌شد، اگرچه تعداد آنها نسبتاً کم بود. یکی از این مسیرها ورود به فنلاند یا نروژ از طریق روسیه بود. در چند روز ایستگاه‌های مرزی قطب شمال در این کشورها شاهد چندین گذرگاه مرزی «نامنظم» در روز بودند. نروژ در سال ۲۰۱۵ حدود ۶۰۰۰ پناهجو را ثبت کرد که از مرز شمالی خود عبور کردند. از آنجایی که رانندگی از روسیه به نروژ بدون مجوز غیرقانونی است و عبور با پای پیاده ممنوع است، برخی از خلاء قانونی استفاده کردند و عبور را با دوچرخه انجام دادند یک سال بعد در سال ۲۰۱۶، نروژ یک حصار کوتاه ۲۰۰ متری در گذرگاه مرزی استورسکوگ ساخت، اگرچه به عنوان یک اقدام بیشتر نمادین در نظر گرفته شد.

### اوج بحران
در نیمه اول سال ۲۰۱۵ حدود ۲۳۰۰۰۰ نفر وارد اتحادیه اروپا شدند. رایج‌ترین نقاط ورود ایتالیا و یونان بودند. از آنجا، افراد وارد شده یا مستقیماً درخواست پناهندگی دادند یا سعی کردند عمدتاً با سفر از طریق بالکان و ورود مجدد به اتحادیه اروپا از طریق مجارستان یا کرواسی به کشورهای اروپای شمالی و غربی سفر کنند.
مجارستان طبق قوانین اتحادیه اروپا ملزم به ثبت نام آنها به عنوان پناهجو بود و تلاش کرد از سفر آنها به سایر کشورهای اتحادیه اروپا جلوگیری کند. و مخالفت خود را با پذیرش پناهندگان طولانی مدت اعلام کرد. تا اوت ۲۰۱۵، مجارستان حدود ۱۵۰۰۰۰ پناهجو را در اردوگاه‌های موقت اسکان داد. بسیاری به دلیل موضع ناخوشایند دولت، شرایط نامناسب در اردوگاه‌ها و دورنمای ضعیف آنها برای اقامت، تمایل چندانی برای ماندن در مجارستان نداشتند.
در ۲۱ اوت ۲۰۱۵، اداره فدرال آلمان برای مهاجرت و پناهندگان در انبوه درخواست‌های پناهندگی ورودی غرق شد. این امر به انبوه درخواست‌های پناهندگی ورودی، پیچیدگی ذاتی تعیین اینکه آیا متقاضیان قبلاً در یکی دیگر از کشورهای اتحادیه اروپا درخواست پناهندگی داده‌اند، و اینکه تقریباً تمام درخواست‌های پناهندگی سوری‌ها به هر حال پذیرفته می‌شود، نسبت داده می‌شود.
به دلیل عدم توانایی آنها برای رسیدگی به درخواست‌ها، دفتر آلمان مقررات دوبلین را برای سوری‌ها به حالت تعلیق درآورد. این به این معنا بود که آلمان پذیرش تعداد بیشتری از پناهندگان را آغاز کرد. آنها با استقبال گرم جمعیت آلمانی‌ها مواجه شدند.

### پس از آن
به دنبال تدابیر اتحادیه اروپا برای جلوگیری از رسیدن پناهجویان به مرزهایش، ورود ماهانه به حدود ۱۰۰۰۰ تا ۲۰۰۰۰ نفر در بهار ۲۰۱۶ کاهش یافت. رجب طیب اردوغان، رئیس‌جمهور ترکیه، گهگاه تهدید می‌کرد که از توافق ترکیه برای جلوگیری از رسیدن مهاجران و پناهجویان به اروپا سرپیچی می‌کند.

## بحران مهاجرتی اروپا در ۲۰۱۸
در تاریخ ۱۷ ژوئن ۲۰۱۸، ششصد پناهجوی سرگردان در آب‌های مدیترانه که پذیرش آنها باعث اختلاف رهبران اروپا شده بود، به ساحل اسپانیا رسیدند. این گروه بیش از یک هفته در دریا سرگردان بودند، قرار است دو قایق دیگر هم مهاجران بیشتری به اسپانیا بیاورد.
ایتالیا این پناهجویان را از سواحل خود دور کرد اما اسپانیا به پیشنهاد فرانسه تعدادی از ۶۲۹ مسافر کشتی آکواریوس را پذیرفت. فرانسه هم قبول کرده تا شماری از این پناهجویان را بپذیرد. سرنوشت مسافران این کشتی، به بحرانی دیپلماتیک میان ایتالیا و فرانسه تبدیل شده بود.